# Chérifa
Ouardia Bouchemlal (9 tháng 1 năm 1926 – 13 tháng 3 năm 2014) là nữ ca sĩ – nhạc sĩ người Algérie, xuất thân từ vùng Kabylia, bà đã sáng tác hàng trăm bài hát trong suốt 40 năm cuộc đời làm nghệ sĩ của mình.

## Tiểu sử
Ouardia Bouchemlal sinh ngày 9 tháng 1 năm 1926 tại Aït Halla – một ngôi làng nhỏ thuộc xã El-Main. Bà không có mẹ, có người nói rằng người giám hộ của bà là một người chú khi cha của bà tái hôn.
Bà ra mắt trên sân khấu tại Algiers khi chỉ mới 16 tuổi để diễn giải về các bài hát Kabyle truyền thống. Năm 1942, Ouardia Bouchemlal, sau này chọn nghệ danh cho mình là Cherifa đã có cuộc ra mắt trên Radio Kabyle, khi nó vẫn còn hoạt động vào thời điểm đó. Bà đã là một trong những người tiên phong cho phương tiện này và điều đó đã thay đổi thói quen và kiểu cách ca hát và giới thiệu nhạc tại trung tâm của ngôi nhà Kabyle. Cherifa được xác nhận nằm trong dàn tuyển chọn nhân viên nữ của đài phát thanh, nơi chủ tịch Cheikh Nordine cũng vốn là một ca sĩ và còn làm nhiều nghề khác. Thời điểm đó, người ta vẫn coi việc phụ nữ ca hát tại những nơi công cộng là lăng nhăng. Họ thường bị cấm bởi xã hội và bị các gia đình chối bỏ. Tác phẩm của bà không được gửi báo cáo lên cho Văn phòng Quyền tác giả, do đó bà không nhận được tiền bản quyền cho tác phẩm của mình. Trong những năm 1970, bà thậm chí bị bắt phải làm công việc nhà để đạt được những yêu cầu của mình. Bản nhạc cá nhân của bà bị ăn cắp và bà không được trả một xu nào cho các bài hát của mình.
Đầu những năm 1990, bà đã có cuộc quay trở lại đột ngột và thậm chí còn biểu diễn ở Pháp. Năm 2001, bà biểu diễn tại hai buổi hoà nhạc ở Hoa Kỳ với Naïma Ababsa và Zakia Kara Terki.
Năm 2008, wilaya of Bordj Bou Arreridj và Hiệp hội Azel đã đưa N'Cherifa trở về quê hương của bà sau 65 năm lưu vong. Bà được chôn cất tại đó.
Cherifa qua đời ở tuổi 88 vào ngày 13 tháng 3 năm 2014.

## Bài hát
Trong suốt sự nghiệp của mình, Cherifa đã sáng tác hơn 800 bài hát.
- Abka Wala Khir Ay Akbou
- Aya Zerzour
- Azwaw (đã được biên soạn và trình diễn lại bởi Idir bản gốc bài hát đã bị mất)
- Sniwa d ifendjalen

## Mục lục
- Mahfoufi, Mehenna (2006). Chants de femmes en Kabylie (bằng tiếng Pháp). Algiers: CNRPAH. tr. 289.
- Parker Kitchell, Liza (1998). The development of Kabyle song during the twentieth century. Madison: University of Wisconsin–Madison. tr. 324.